# Storena ignava
Storena ignava là một loài nhện trong họ Zodariidae.
Loài này thuộc chi Storena. Storena ignava được Rudy Jocqué & Barbara C. Baehr miêu tả năm 1992.